# Eggshells
Eggshells é um filme independente de baixo orçamento, produzido nos Estados Unidos em 1969, foi escrito e dirigido por Tobe Hooper.[carece de fontes?]
O filme tem atraído a atenção porque é o primeiro filme de longa-metragem do diretor Tobe Hooper, bem como de seu co-escritor Kim Henkel, escritores do clássico filme de terror O Massacre da Serra Elétrica.
Tobe Hooper descreve Eggshells como "um filme hippie".[carece de fontes?]

## Sinopse
Um drama surreal, psicodélico sobre graduandos da Universidade do Texas, compartilhando uma casa em Austin, na parte final do anos 60.[carece de fontes?]

## Elenco
- Ron Barnhart ... Ron
- Pamela Craig ... Pam
- Allen Danziger ... Allen
- Sharon Danziger ... Sharon
- Mahlon Foreman ... Mahlon
- Kim Henkel ... Toes (como Boris Schnurr)
- Amy Lester ... Amy
- David Noll ... David
- Jim Schulman ... Jim